# Jean-Antoine Watteau

Indulás Cythera szigetéről (1717)

Antoine Watteau (Valenciennes, 1684. október 10. – Nogent-sur-Marne, 1721. július 18.) francia festő. A francia rokokó-festészet egyik jelentős képviselője, fő ihletője a commedia dell’arte, azaz a színházi és az életbeli szerepjátszás. Öccse, Noël Joseph Watteau (1689−1756) fia volt Louis Joseph Watteau, szintén festő, aki Lille-ben tevékenykedett, utóbbi fia pedig François Watteau, ugyancsak festő lett.

## Élete
Watteau Valenciannes-ban, Jacques-Albert Gérinnél kezdett el megismerkedni a festészettel, de már korán részletes természettanulmányokat folytatott és nagy figyelemmel vizsgálta a németalföldi mestereket, akik munkásságára később is jelentős hatást gyakoroltak.
Miután 1702-ben Párizsba érkezett, eleinte képkereskedőként tartotta fent magát. Később ismerkedett meg Claude Gillot-val, aki felvette tanoncának, de Watteau csak rövid ideig volt Gillot-nál. Claude Audrannál kezdett dekorációfestészetet tanulni, aki a Galerie du Luxembourg megbízásából faldekorációkon, pannókon dolgozott.
Luxemburgban tanulmányozta Rubens festményeit is, aki különösen Watteau színkezelésére volt jelentős hatással. 1708 körül lett Watteau az Francia Királyi Festészeti és Szobrászati Akadémia (Académie royale de peinture et de sculpture) diákja, és kiállítása alkalmával pályázott a Grand prix-ra, de a következő évben csak második helyezést ért el. Ezután szülővárosába költözött, de 1711-ben már ismét Párizsba húzta a szíve.
Charles de La Fosse ösztönzésére pályázott az akadémiai tagságra, ahová fel is vették, de csak 1717-ben lett teljes jogú tag. Ennek oka az volt, hogy a már ismert Watteau számos megbízással rendelkezett, és az akadémiai felvételhez benyújtandó festményt (Indulás Kíthira szigetéről, Louvre) csak ekkorra tudta elkészíteni.
1716-ban meghívta házába Pierre Crozat műgyűjtő, ahol olyan műértőkkel ismerkedett meg, mint Jean és Pierre-Jean Mariette, Anne Claude de Caylus, Jean de Julienne. 1720 őszén Londonba utazott, ahonnan csak 1721 elején tért vissza.
Antoine Watteau 1721. július 18-án Nogent-sur-Marne Vincennes közelében halt meg gümőkórban, 36 éves korában. Nevének emlékét egy francia belföldi Trans-Europ-Express-vonat, a Watteau viselte 1978–1991, majd 1993–1995 között.

## Galéria

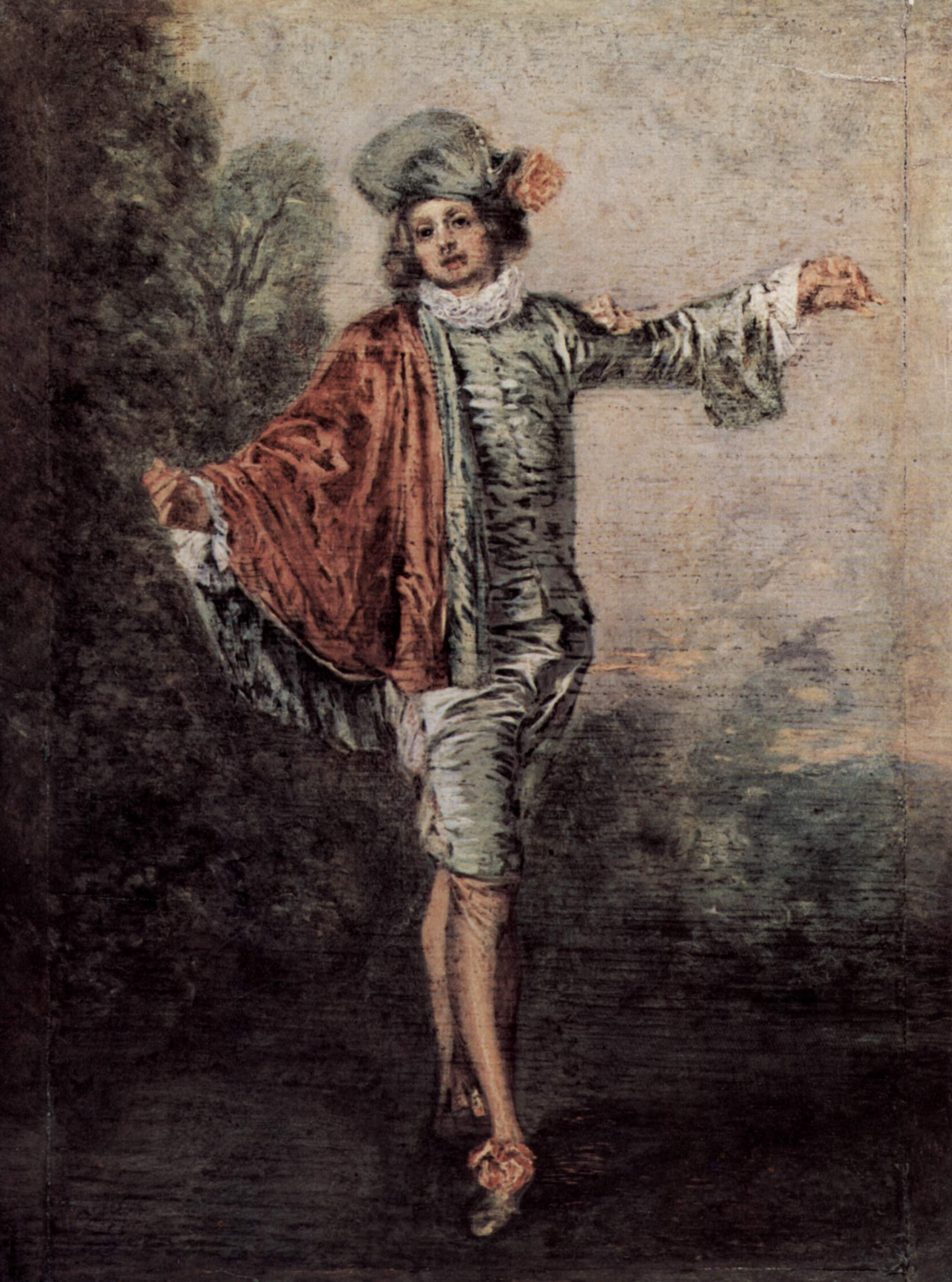
A közömbös (c. 1717; Louvre, Párizs)
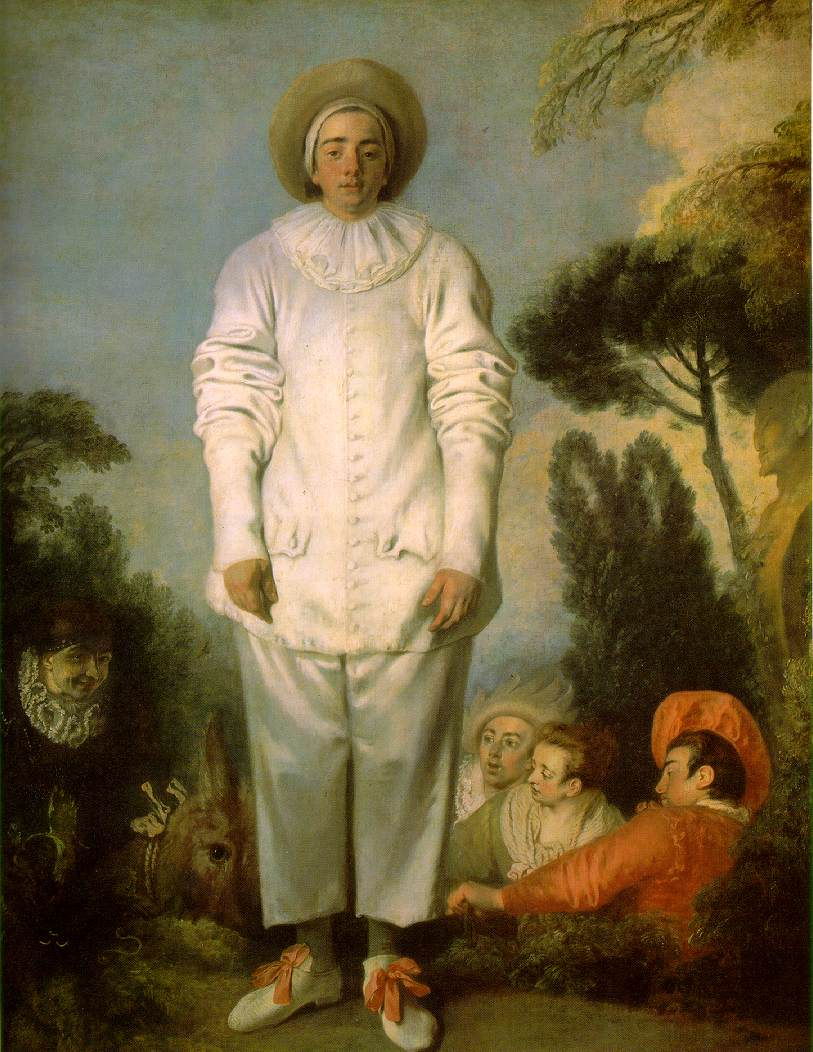
A bohóc[14] (c. 1718-19; Louvre)
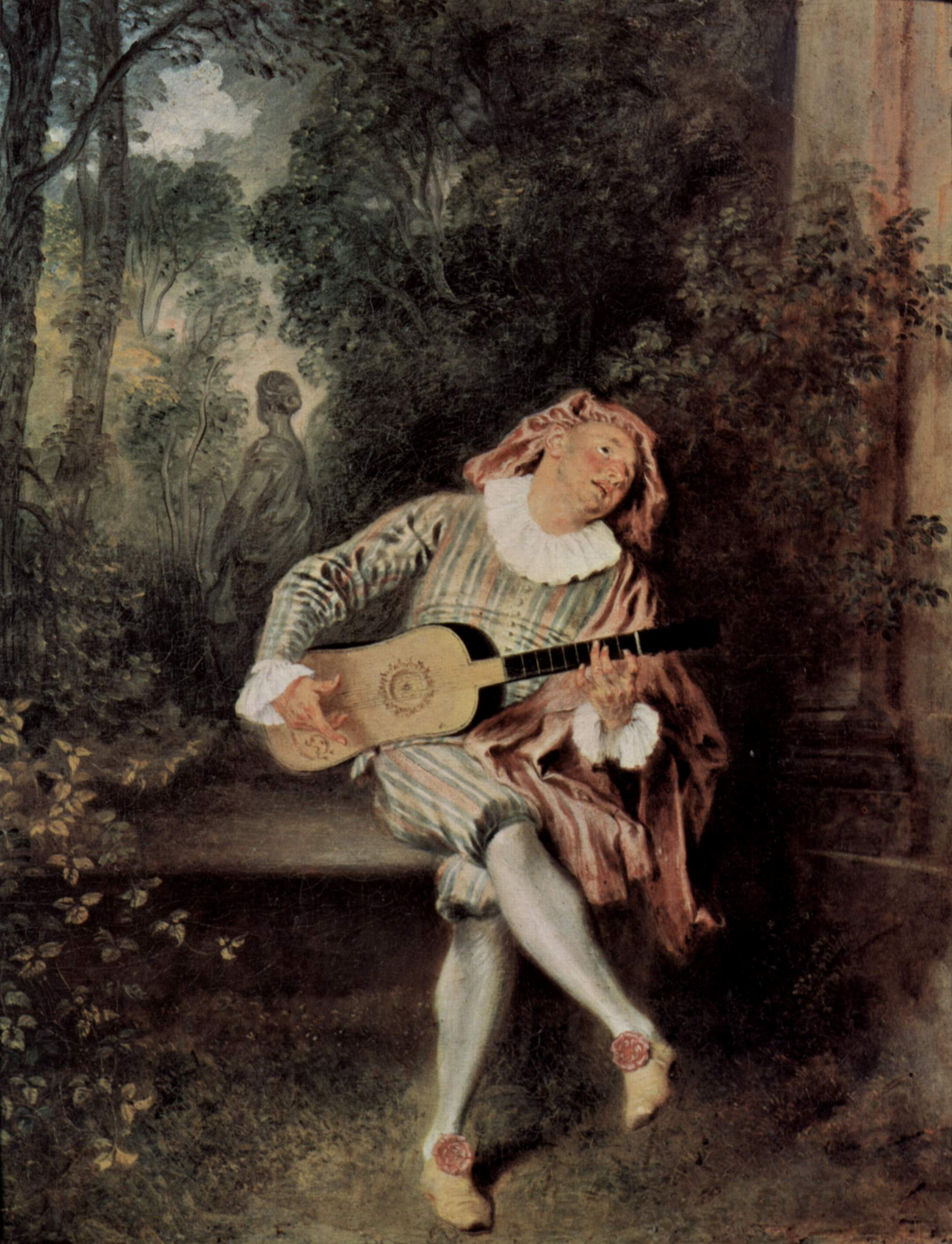
A gitáros (c. 1717-19; Metropolitan Museum of Art, New York)
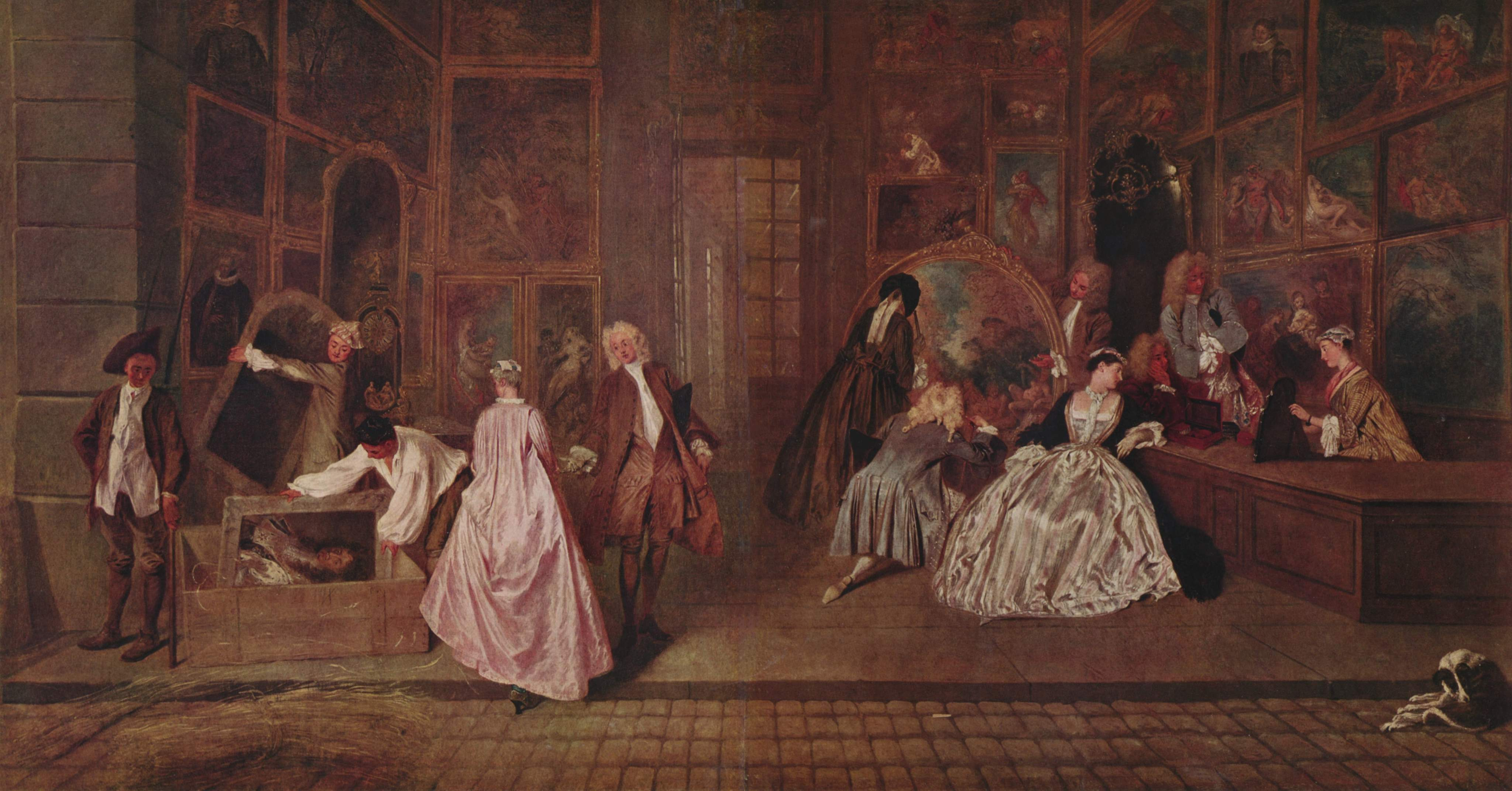
Korabeli műkereskedés belülről[15] (1720; Charlottenburgi palota, Berlin)